# Sant Miquel de Ventalló
Sant Miquel de Ventalló és una església de Ventalló (Alt Empordà) protegida com a bé cultural d'interès local. Està situada dins del nucli urbà de la població de Ventalló, a la part nord-oest del terme i delimitada per la plaça de la Font i el carrer de l'Església.

## Descripció
És un edifici d'una sola nau amb absis de planta semicircular a l'exterior, i poligonal a l'interior. Tant la nau com la capçalera estan cobertes amb volta de creueria, la de la nau dividida en tres crugies mitjançant grans arcs torals. La façana principal, orientada a ponent, presenta una porta rectangular, actualment tapiada. Més amunt hi ha un petit rosetó adovellat. El mur és coronat per un campanar de cadireta format per quatre estilitzades arcades de mig punt. A l'angle nord-est de l'edifici es dreça una esvelta torre quadrangular, amb quatre finestres de mig punt a la part superior i coronada per una coberta de tendència cupular. L'accés al temple es realitza per la banda sud, des del carrer de l'Església. Es tracta d'un portal obert en un cos lateral adossat al parament sud del temple, que es repeteix també al llenç nord, com si fos l'espai destinat per les capelles laterals.
El portal és d'obertura rectangular, bastit amb carreus de pedra i decorat amb diverses motllures. Damunt hi ha la llinda, datada amb l'any 1673 i amb un interessant relleu de caràcter popular, amb la representació de l'arcàngel Sant Miquel, vestit de guerrer, amb el diable vençut als seus peus. A l'extrem de llevant del temple hi ha la sagristia, de planta rectangular, amb una finestra de mig punt al centre del parament. Pel que fa als elements decoratius de l'interior, cal destacar la clau de volta de la capçalera, amb la representació del patró titular, mentre que a les claus de volta de la nau hi ha altres sants representats. També destaquen les mènsules dels arcs torals, decorades amb formes antropomorfes. Al seu costat, a les mènsules on arrenquen les nerviacions, hi ha caps d'àngels alats. De l'exterior, cal mencionar les petites testes que decoren la façana principal, distribuïdes per tot el parament.
La construcció és bastida amb pedra desbastada de diverses mides, disposada formant filades més o menys regulars, i fragments de maons, lligat amb abundant morter. Presenta carreus a les cantonades. Cal destacar el parament sud del temple, bastit amb carreus ben escairats, i la sagristia, amb el parament completament arrebossat.

## Història
L'església de Sant Miquel de Ventalló, inicialment sufragània de l'església parroquial de Sant Vicenç de Valveralla, va passar a ser parròquia independent l'any 1606. L'edifici actual, del segle xvii, fou acabat pels volts del 1673, data que figura damunt la llinda de la porta d'accés. Malgrat això, en el procés de construcció es van adoptar elements propis del vocabulari de l'estil gòtic.
Els anys 1990 i 1991 es va endegar una intervenció per a rehabilitar i restaurar l'església. Aquesta es va portar a terme gràcies a la participació del Departament de Cultura de la Generalitat de Catalunya, juntament amb la Diputació de Girona i l'Ajuntament de Ventalló. El projecte va ser dissenyat pels arquitectes Ferran Prats i Lluís Auquer i l'obra va ser duta a terme per Joan Puigbert, de Ventalló. Aquesta consistí en la reparació de la coberta de la nau mitjançant la col·locació de tirants, al mateix temps que s'enderrocava el sector de la coberta que uneix l'espadanya amb la coberta principal per rehabilitar-ho (incloent l'espadanya) posteriorment. Per acabar, es va arrebossar la torre i la cúpula.